# 오사카 오타니 단기대학
오사카 오타니 단기대학(大阪大谷大学短期大学部)은 일본 오사카부 돈다바야시시에 있는 사립 2년제 단기대학이며 1909년에 첫 개교하여 2012년에 폐교하였다.

## 같이 보기
- 오사카 오타니 대학